# Торос (село)
Торос (болг. Торос) — село в Болгарии. Находится в Ловечской области, входит в общину Луковит. Население составляет 1 663 человека.

## Политическая ситуация
В местном кметстве Торос, в состав которого входит Торос, должность кмета (старосты) исполняет Петко  Цветанов Петков (Болгарская социалистическая партия (БСП)) по результатам выборов правления кметства.
Кмет (мэр) общины Луковит — Петыр Георгиев Нинчев (независимый) по результатам выборов в правление общины.